# Chlumčany (okres Plzeň-jih)
Chlumčany (německy Chlumcan, Klumtschan) jsou obec v okrese Plzeň-jih v Plzeňském kraji. Čítá přibližně 2 400 obyvatel. Průměrná nadmořská výška intravilánu je 390 m.

## Historie
První zmínka o obci pochází z roku 1379, kdy prvními majiteli byli Chlumčanští z Přestavlk.

## Dominanty
Obci dominuje Vrch s nadmořskou výškou 414 m, na kterém se nachází Kaple Panny Marie dříve zvaná „Matky Boží Pomocné“, jež byla postavena v letech 1746 až 1749 a vysvěcena v roce 1751.

## Průmysl

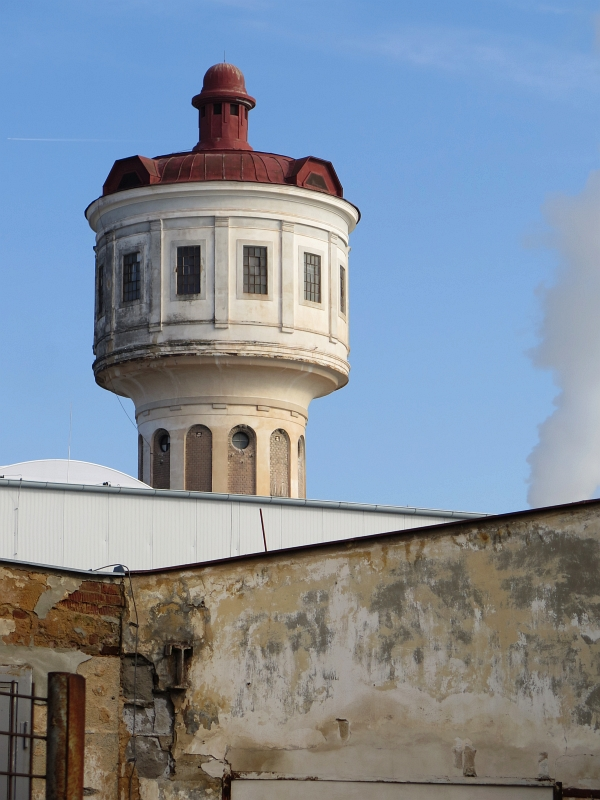
Věž vodojemu v areálu keramičky

Chlumčany jsou především známé továrnou na výrobu podlahových dlaždic (dříve Chlumčanské keramické závody, od roku 2004 firma Lasselsberger a. s.). Dále je zde výrobna tvárnic YTONG (dříve Porobeton) a malá pila.Vyráběl se zde v jedné z provozoven Prefy Přeštice také pórobeton.

## Infrastruktura

### Inženýrské sítě
V obci je vodovod, kanalizace a je plně plynofikována.

### Internet
Obec je pokryta připojením Wi-Fi, dále je zde dostupné ADSL a GPRS EDGE 3G mobilního operátora T-Mobile Czech Republic. V místní základní škole je též možno za drobný poplatek surfovat po internetu.

### Škola
V obci se nachází základní škola s 1. až 9. třídou. Včetně družiny, školní jídelny a hřiště.

## Dopravní dostupnost
Chlumčany leží na elektrifikované železniční trati Plzeň - Klatovy - Železná Ruda. Dále se v blízkosti obce nalézá silnice I. třídy I/27 (E53) (Plzeň - Železná Ruda). Ostatní silnice jsou již pouze místního nebo oblastního významu. Dopravně jsou však Chlumčany dobře přístupné ze všech hlavních směrů.

## Části obce
- Chlumčany
- Hradčany